# Lysimachia davurica
Lysimachia davurica là một loài thực vật có hoa trong họ Anh thảo. Loài này được Ledeb. mô tả khoa học đầu tiên năm 1814.

## Hình ảnh

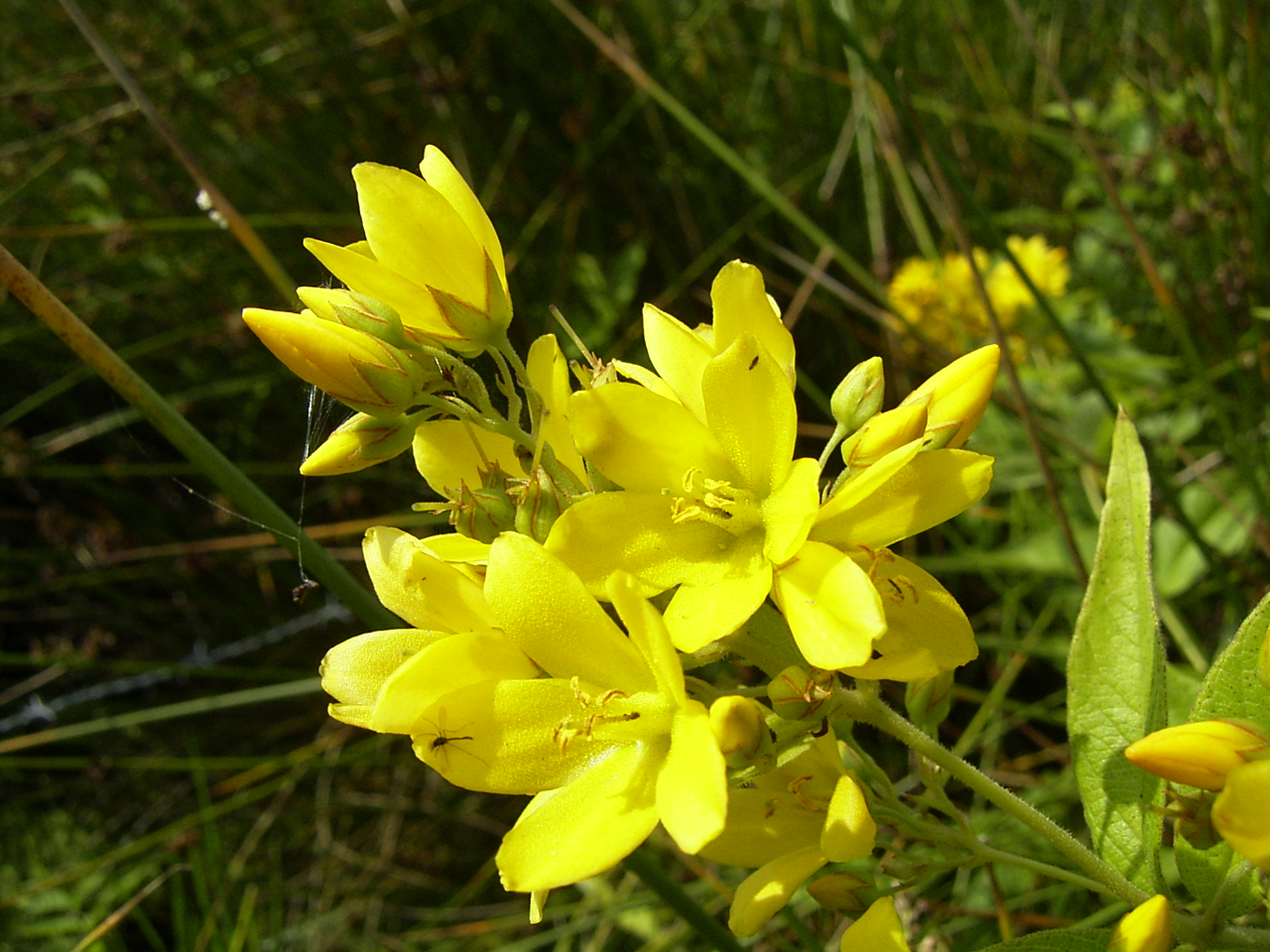
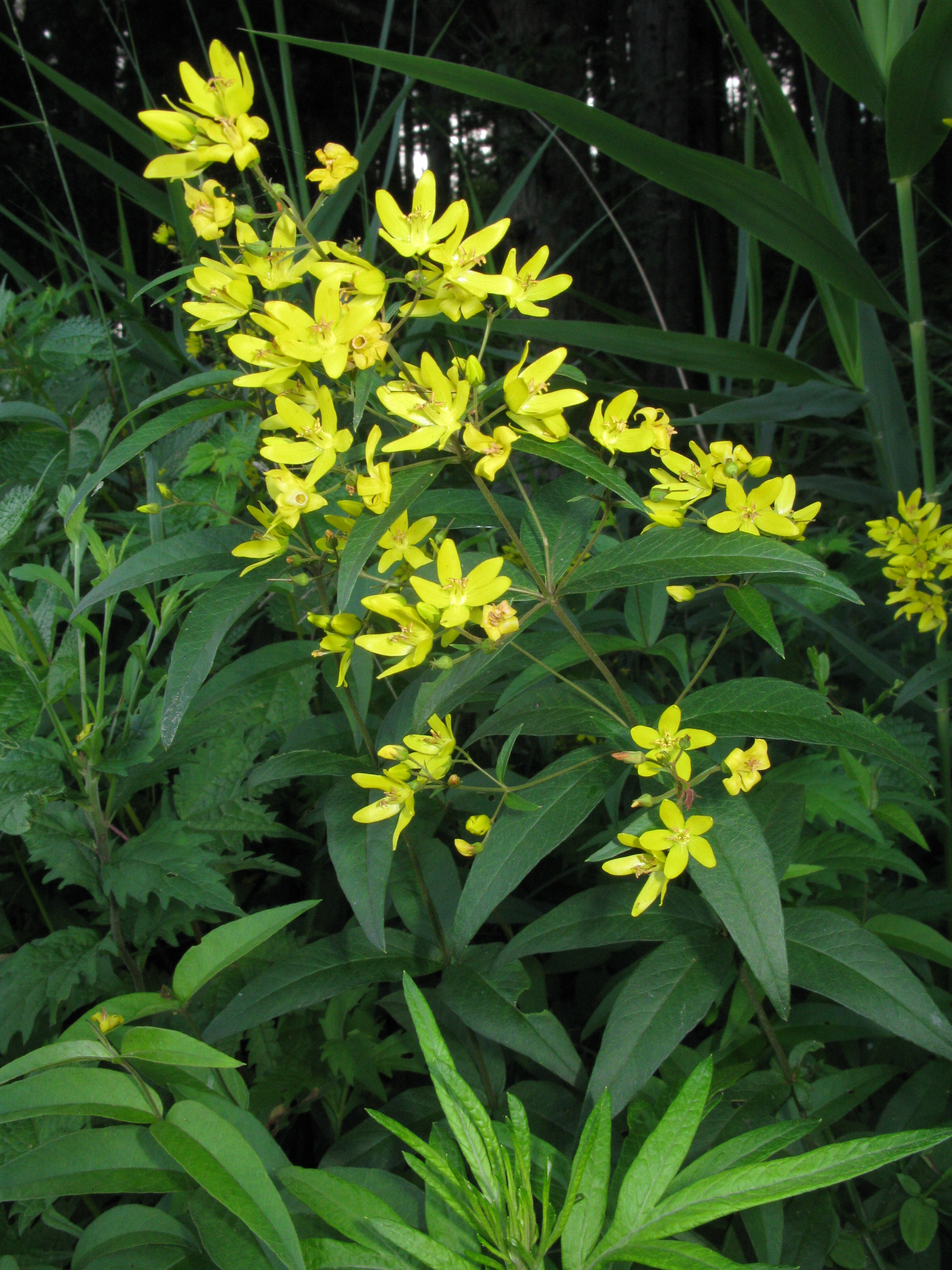